# Österbybruk
Österbybruk è un'area urbana della Svezia situata nel comune di Östhammar, contea di Uppsala.
La popolazione risultante dal censimento 2010 era di 2 272 abitanti.